# 凡西克里克鎮區 (伊利諾伊州桑加蒙縣)
凡西克里克鎮區（英語：Fancy Creek Township）是位於美國伊利諾伊州桑加蒙縣的一個行政鎮區。

## 地方資料
根據2010年美國人口普查的數據，凡西克里克鎮區的面積為121.90平方千米，當中陸地面積為121.70平方千米，而水域面積為0.20平方千米。當地共有人口5828人，而人口密度為每平方千米47.81人。